# Oxalsäuredimethylester
Oxalsäuredimethylester ist eine chemische Verbindung aus der Gruppe der Oxalate, ein Ester der Oxalsäure.

## Gewinnung und Darstellung
Oxalsäuredimethylester kann durch Veresterung von Oxalsäure mit Methanol mit p-Toluolsulfonsäure als Katalysator gewonnen werden.
{\displaystyle {\rm {2\ CH_{3}OH+C_{2}O_{2}(OH)_{2}\ {\xrightarrow {H^{+}}}\ (CH_{3})_{2}C_{2}O_{4}+2\ H_{2}O}}}
Auch die Darstellung durch oxidative Carbonylierung ist möglich.
{\displaystyle {\rm {4\ CH_{3}OH+4\ CO+O_{2}{\xrightarrow {Kat}}\ 2\ (CH_{3})_{2}C_{2}O_{4}+2\ H_{2}O}}}
Die oxidative Carbonylierung von Methanol verknüpft in einer Pd2+-katalysierten Reaktion bei relativ milden Prozessbedingungen und mit hohen Ausbeuten klassische C1-Bausteine aus dem aus Kohle oder Biomasse gewonnenen Synthesegas zu dem C2-Baustein Dimethyloxalat. Die Oxidation verläuft über Distickstofftrioxid, das nach (1) aus Stickstoffmonoxid und Sauerstoff gebildet wird und anschließend nach (2) mit Methanol zu Methylnitrit reagiert:
Im nächsten Reaktionsschritt (3) der Dicarbonylierung reagiert Kohlenmonoxid mit Methylnitrit in der Dampfphase bei Normaldruck und Temperaturen bei 80–120 °C an einem Palladiumkontakt zu Dimethyloxalat:
Die Summengleichung zeigt, dass Sauerstoff über die Reaktanden Distickstofftrioxid und Methylnitrit als eigentliches Oxidationsmittel wirkt.
Das Verfahren verläuft bezüglich Methylnitrit, das quasi als Überträger der Oxidationsäquivalente fungiert, verlustfrei. Allerdings muss das entstehende Wasser abgeführt werden, da sonst mit der Hydrolyse des Dimethyloxalats zu rechnen ist.
Interessanterweise hängt der Reaktionsablauf nach X.-Z. Jiang entscheidend von der Natur des Trägermaterials ab, auf dem der Palladiumkatalysator aufgebracht ist. Mit 1 % Pd/α-Al2O3 entsteht in einer Dicarbonylierungsreaktion selektiv Dimethyloxalat, mit 2 % Pd/C entsteht unter gleichen Reaktionsbedingungen durch Monocarbonylierung Dimethylcarbonat gemäß:
Alternativ kann die oxidative Carbonylierung von Methanol auch mit 1,4-Benzochinon (BQ) als Oxidationsmittel im System Pd(OAc)2/PPh3/BQ mit Massenverhältnis 1/3/100 bei 65 °C und 70 atm CO gemäß mit hoher Ausbeute und Selektivität durchgeführt werden:

## Eigenschaften
Oxalsäuredimethylester ist ein farbloser Feststoff, welcher löslich in Wasser ist.

## Verwendung
Oxalsäuredimethylester wird für Alkylierungen sowie in der Kosmetikindustrie als Chelatbildner eingesetzt.
Für Länder mit geringen Ölvorkommen, aber großen Kohlevorräten (in Zukunft vielleicht auch Biomasseverfügbarkeit), d. h. Ländern mit großem Potential für synthesegasbasierte Chemie, wie derzeit z. B. China, bietet die oxidative Carbonylierung von Methanol einen neuen und vielversprechenden Zugang zu der wichtigen C2-Basischemikalie Ethylenglycol
Dimethyloxalat lässt sich in sehr guten Ausbeuten (94,7 % d. Th.) durch Hydrierung an kupferhaltigen Katalysatoren in Ethylenglycol überführen:
Das entstehende Methanol wird in den Prozess der oxidativen Carbonylierung zurückgeführt; d. h., als einzige Rohstoffe werden im Gesamtprozess Kohlenmonoxid, Wasserstoff und Sauerstoff verbraucht.
Eine Anlage mit einer Kapazität von 200,000 Tonnen Ethylenglycol pro Jahr nach diesem „Coal-to-MEG“-Prozess ist bereits in der Inneren Mongolei in Betrieb, eine zweite Anlage mit 250,000 Tonnen/Jahr soll in der zweiten Jahreshälfte 2012 in der Provinz Henan in Betrieb gehen. Weitere Anlagen bis zu einer Gesamtjahreskapazität von mehr als 1 Million Tonnen Ethylenglycol sind geplant.
Aus Oxalsäuredimethylester ist auch der als Treibstoffzusatz (Oxygenat) aus Biomasse diskutierte Kohlensäuredimethylester durch Decarbonylierung bei Temperaturen um 100 °C in Anwesenheit von Alkalimetallalkoholaten zugänglich gemäß:
Das entstehende Kohlenmonoxid kann in die Ausgangsreaktion (3) zurückgeführt werden.
Durch Umesterung von Oxalsäuredimethylester mit Phenol in Gegenwart von Titan-Katalysatoren wird Diphenyloxalat erhalten, das analog zum Dimethyloxalat in der Flüssig- oder Gasphase zu Kohlensäurediphenylester decarbonyliert wird. Diphenylcarbonat findet als Ersatz des hochgiftigen Phosgens für die Herstellung von Polycarbonaten Verwendung.

## Verwandte Verbindungen
- Oxalsäurediethylester C6H10O4